# Bluebirds over the Mountain
Bluebirds over the Mountain è un brano musicale composto da Ersel Hickey. La canzone è stata reinterpretata nel corso degli anni da numerosi artisti, tra i quali i Beach Boys, che ne diedero la versione più conosciuta, e Ritchie Valens.

## Versione dei Beach Boys
La versione di Bluebirds over the Mountain dei Beach Boys fu il penultimo singolo della band per la Capitol Records, in quanto il contratto con la casa discografica, in scadenza nel 1969, non venne rinnovato. Nonostante i Beach Boys avessero trasferito l'impianto di registrazione a casa di Brian Wilson per agevolargli la partecipazione alle sessioni, quest'ultimo si era ormai ritirato completamente da qualsiasi responsabilità come leader del gruppo, rinchiudendosi sempre più in sé stesso. Così, gli altri membri della band dovettero forzatamente prendere in mano la produzione della musica, compito che venne svolto piuttosto bene, traducendosi spesso in opere notevoli. L'altamente sottovalutato talento di Bruce Johnston (che già aveva iniziato a collaborare con la band nel 1965 prendendo il posto di Brian Wilson al basso elettrico), iniziò ad emergere chiaramente, non solo come strumentista, ma anche come produttore ed arrangiatore dal notevole orecchio musicale. Bluebirds over the Mountain era stata iniziata sul finire del 1967 come potenziale singolo solista di Johnston, ma successivamente la canzone venne completata in studio con l'aiuto di Carl Wilson durante le sessioni per l'album dei Beach Boys 20/20 e inclusa in esso.
La canzone possiede una melodia orecchiabile, contiene però anche degli inserti chitarristici piuttosto "hard", suonati dal turnista Ed Carter, alquanto insoliti per l'abituale sound dei Beach Boys, più orientato verso il pop rock che non l'hard rock.

### Pubblicazione
Nel 1969 Bluebirds over the Mountain venne inclusa nell'album dei Beach Boys intitolato 20/20, in una loro particolare reinterpretazione. La cover fu anche pubblicata su singolo il 2 dicembre 1968 (B-side: Never Learn Not to Love). Nella versione dei Beach Boys la voce solista è affidata a Mike Love e il brano vede la partecipazione di Ed Carter alla chitarra elettrica.
Il singolo raggiunse la posizione numero 61 nella classifica statunitense di Billboard, la numero 33 in Gran Bretagna e la numero 9 nei Paesi Bassi.

### Tracce singolo
Capitol 2360
1. Bluebirds over the Mountain (Ersel Hickey) - 2:51
2. Never Learn Not to Love (Dennis Wilson) - 2:31

### Formazione
- Mike Love: voce solista
- Carl Wilson: voce, chitarra
- Bruce Johnston: voce, basso, tastiere
- Al Jardine: cori, chitarra
- Dennis Wilson: cori, batteria
- Ed Carter: chitarra elettrica

## Altre cover
- La punk band Blitzkid reinterpretò il brano sul loro disco del 2002 Exhuming Graves and Making Dates.
- Nel 1984, i Jet Blackberries reinterpretarono la canzone sull'album Sundown on Venus.
- Nel 2017 Robert Plant inserisce una cover del brano cantato con Chrissie Hynde  nell'album "Carry Fire".[4]